# Chlorotettix tergatus
Chlorotettix tergatus är en insektsart som beskrevs av Fitch 1851. Chlorotettix tergatus ingår i släktet Chlorotettix och familjen dvärgstritar. Inga underarter finns listade i Catalogue of Life.